# Students t-fördelning

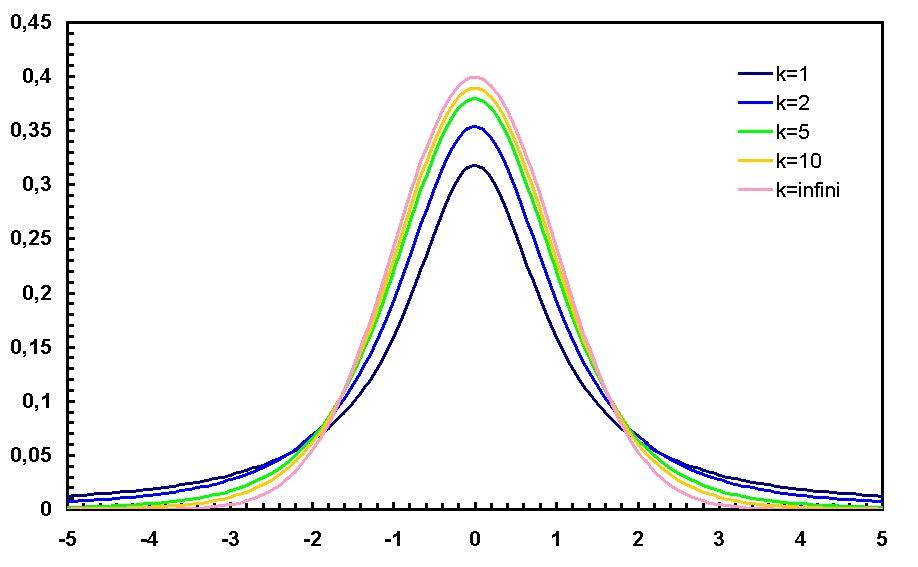
Fördelningsfunktion för Students t-fördelning.

Students t-fördelning eller t-fördelningen är en statistisk fördelning som används främst för att testa signifikans för undersökningar med små populationer. Students t-fördelning närmar sig normalfördelningen när populationerna blir stora.

## Historik
T-fördelningen utvecklades av statistikern och kemisten William Sealy Gosset som arbetade på bryggeriföretaget Guinness på Irland. Han använde fördelningen för att kunna göra kvalitetskontroll av ölen med begränsade stickprov. För att inte avslöja användningsområdet för denna industriella tillämpning publicerade han sina resultat under pseudonymen Student. Statistikern Ronald Fisher utökade senare teorin med den täthetsfunktion som används i dagens beräkningar.

## Uppkomst
Antag att X1, ..., Xn är statistiskt oberoende slumpmässigt utvalda variabler som är normalfördelade med ett väntevärde μ och variansen σ2. Låt
{\displaystyle {\overline {X}}_{n}=(X_{1}+\cdots +X_{n})/n}
vara det uppmätta medelvärdet och
{\displaystyle {S_{n}}^{2}={\frac {1}{n-1}}\sum _{i=1}^{n}\left(X_{i}-{\overline {X}}_{n}\right)^{2}}
vara den uppmätta variansen. Det går då att visa att kvantiteten 
{\displaystyle Z={\frac {{\overline {X}}_{n}-\mu }{\sigma /{\sqrt {n}}}}}
är normalfördelad med medelvärdet 0 och variansen 1 (vilket kan skrivas N(0,1)), eftersom det uppmätta medelvärdet {\displaystyle {\overline {X}}_{n}} är normalfördelat med medelvärdet {\displaystyle \mu } och standardavvikelsen {\displaystyle \sigma /{\sqrt {n}}}. Gosset studerade en relaterad kvantitet,
{\displaystyle T={\frac {{\overline {X}}_{n}-\mu }{S_{n}/{\sqrt {n}}}}}
och visade att T har täthetsfunktionen
{\displaystyle f(t)={\frac {1}{\sqrt {(n-1)\pi }}}\,{\frac {\Gamma \left({\frac {n}{2}}\right)}{\Gamma \left({\frac {n-1}{2}}\right)}}\,{\frac {1}{\left(1+{\frac {t^{2}}{n-1}}\right)^{\frac {n}{2}}}},\qquad -\infty <t<\infty }.
Fördelningen av T kallas nu för t-fördelningen med {\displaystyle n-1} frihetsgrader och betecknas vanligen {\displaystyle t_{n-1}}.
Fördelningen beror på stickprovsstorleken {\displaystyle n}, men inte på {\displaystyle \mu } eller {\displaystyle \sigma }; oberoendeförhållandet gentemot {\displaystyle \mu } och {\displaystyle \sigma } är vad som gör t-fördelningen viktig i såväl teori som praktik. Symbolen {\displaystyle \Gamma } betecknar den så kallade Eulers gammafunktion och är en generalisering av den så kallade fakultets-funktionen {\displaystyle n!=1\cdot 2\cdot \cdots \cdot n} till att gälla reella tal; exempelvis är {\displaystyle \Gamma \left({\frac {1}{2}}\right)={\sqrt {\frac {\pi }{2}}}} och {\displaystyle \Gamma (n+1)=n!} då {\displaystyle n} är ett positivt heltal.

## Tabell över utvalda värden
Följande tabell är en lista över t-fördelningen med ν=n-1 frihetsgrader (angivna i vänster kolumn) för olika konfidensnivåer (angivna i tabellhuvudet), för enkelsidiga och dubbelsida konfidensintervall.
Notera den sista raden med oändligt många frihetsgrader som ger en avgörande poäng: en t-fördelning med oändligt många frihetsgrader är en normalfördelning i enlighet med centrala gränsvärdessatsen. 
| Enkelsidig              | 75%   | 80%   | 85%   | 90%   | 95%   | 97,5% | 99%   | 99,5% | 99,75% | 99,9% | 99,95% |
| Dubbelsidig             | 50%   | 60%   | 70%   | 80%   | 90%   | 95%   | 98%   | 99%   | 99,5%  | 99,8% | 99,9%  |
| ----------------------- | ----- | ----- | ----- | ----- | ----- | ----- | ----- | ----- | ------ | ----- | ------ |
| 1                       | 1.000 | 1.376 | 1.963 | 3.078 | 6.314 | 12.71 | 31.82 | 63.66 | 127.3  | 318.3 | 636.6  |
| 2                       | 0.816 | 1.061 | 1.386 | 1.886 | 2.920 | 4.303 | 6.965 | 9.925 | 14.09  | 22.33 | 31.60  |
| 3                       | 0.765 | 0.978 | 1.250 | 1.638 | 2.353 | 3.182 | 4.541 | 5.841 | 7.453  | 10.21 | 12.92  |
| 4                       | 0.741 | 0.941 | 1.190 | 1.533 | 2.132 | 2.776 | 3.747 | 4.604 | 5.598  | 7.173 | 8.610  |
| 5                       | 0.727 | 0.920 | 1.156 | 1.476 | 2.015 | 2.571 | 3.365 | 4.032 | 4.773  | 5.893 | 6.869  |
| 6                       | 0.718 | 0.906 | 1.134 | 1.440 | 1.943 | 2.447 | 3.143 | 3.707 | 4.317  | 5.208 | 5.959  |
| 7                       | 0.711 | 0.896 | 1.119 | 1.415 | 1.895 | 2.365 | 2.998 | 3.499 | 4.029  | 4.785 | 5.408  |
| 8                       | 0.706 | 0.889 | 1.108 | 1.397 | 1.860 | 2.306 | 2.896 | 3.355 | 3.833  | 4.501 | 5.041  |
| 9                       | 0.703 | 0.883 | 1.100 | 1.383 | 1.833 | 2.262 | 2.821 | 3.250 | 3.690  | 4.297 | 4.781  |
| 10                      | 0.700 | 0.879 | 1.093 | 1.372 | 1.812 | 2.228 | 2.764 | 3.169 | 3.581  | 4.144 | 4.587  |
| 11                      | 0.697 | 0.876 | 1.088 | 1.363 | 1.796 | 2.201 | 2.718 | 3.106 | 3.497  | 4.025 | 4.437  |
| 12                      | 0.695 | 0.873 | 1.083 | 1.356 | 1.782 | 2.179 | 2.681 | 3.055 | 3.428  | 3.930 | 4.318  |
| 13                      | 0.694 | 0.870 | 1.079 | 1.350 | 1.771 | 2.160 | 2.650 | 3.012 | 3.372  | 3.852 | 4.221  |
| 14                      | 0.692 | 0.868 | 1.076 | 1.345 | 1.761 | 2.145 | 2.624 | 2.977 | 3.326  | 3.787 | 4.140  |
| 15                      | 0.691 | 0.866 | 1.074 | 1.341 | 1.753 | 2.131 | 2.602 | 2.947 | 3.286  | 3.733 | 4.073  |
| 16                      | 0.690 | 0.865 | 1.071 | 1.337 | 1.746 | 2.120 | 2.583 | 2.921 | 3.252  | 3.686 | 4.015  |
| 17                      | 0.689 | 0.863 | 1.069 | 1.333 | 1.740 | 2.110 | 2.567 | 2.898 | 3.222  | 3.646 | 3.965  |
| 18                      | 0.688 | 0.862 | 1.067 | 1.330 | 1.734 | 2.101 | 2.552 | 2.878 | 3.197  | 3.610 | 3.922  |
| 19                      | 0.688 | 0.861 | 1.066 | 1.328 | 1.729 | 2.093 | 2.539 | 2.861 | 3.174  | 3.579 | 3.883  |
| 20                      | 0.687 | 0.860 | 1.064 | 1.325 | 1.725 | 2.086 | 2.528 | 2.845 | 3.153  | 3.552 | 3.850  |
| 21                      | 0.686 | 0.859 | 1.063 | 1.323 | 1.721 | 2.080 | 2.518 | 2.831 | 3.135  | 3.527 | 3.819  |
| 22                      | 0.686 | 0.858 | 1.061 | 1.321 | 1.717 | 2.074 | 2.508 | 2.819 | 3.119  | 3.505 | 3.792  |
| 23                      | 0.685 | 0.858 | 1.060 | 1.319 | 1.714 | 2.069 | 2.500 | 2.807 | 3.104  | 3.485 | 3.767  |
| 24                      | 0.685 | 0.857 | 1.059 | 1.318 | 1.711 | 2.064 | 2.492 | 2.797 | 3.091  | 3.467 | 3.745  |
| 25                      | 0.684 | 0.856 | 1.058 | 1.316 | 1.708 | 2.060 | 2.485 | 2.787 | 3.078  | 3.450 | 3.725  |
| 26                      | 0.684 | 0.856 | 1.058 | 1.315 | 1.706 | 2.056 | 2.479 | 2.779 | 3.067  | 3.435 | 3.707  |
| 27                      | 0.684 | 0.855 | 1.057 | 1.314 | 1.703 | 2.052 | 2.473 | 2.771 | 3.057  | 3.421 | 3.690  |
| 28                      | 0.683 | 0.855 | 1.056 | 1.313 | 1.701 | 2.048 | 2.467 | 2.763 | 3.047  | 3.408 | 3.674  |
| 29                      | 0.683 | 0.854 | 1.055 | 1.311 | 1.699 | 2.045 | 2.462 | 2.756 | 3.038  | 3.396 | 3.659  |
| 30                      | 0.683 | 0.854 | 1.055 | 1.310 | 1.697 | 2.042 | 2.457 | 2.750 | 3.030  | 3.385 | 3.646  |
| 40                      | 0.681 | 0.851 | 1.050 | 1.303 | 1.684 | 2.021 | 2.423 | 2.704 | 2.971  | 3.307 | 3.551  |
| 50                      | 0.679 | 0.849 | 1.047 | 1.299 | 1.676 | 2.009 | 2.403 | 2.678 | 2.937  | 3.261 | 3.496  |
| 60                      | 0.679 | 0.848 | 1.045 | 1.296 | 1.671 | 2.000 | 2.390 | 2.660 | 2.915  | 3.232 | 3.460  |
| 80                      | 0.678 | 0.846 | 1.043 | 1.292 | 1.664 | 1.990 | 2.374 | 2.639 | 2.887  | 3.195 | 3.416  |
| 100                     | 0.677 | 0.845 | 1.042 | 1.290 | 1.660 | 1.984 | 2.364 | 2.626 | 2.871  | 3.174 | 3.390  |
| 120                     | 0.677 | 0.845 | 1.041 | 1.289 | 1.658 | 1.980 | 2.358 | 2.617 | 2.860  | 3.160 | 3.373  |
| {\displaystyle \infty } | 0.674 | 0.842 | 1.036 | 1.282 | 1.645 | 1.960 | 2.326 | 2.576 | 2.807  | 3.090 | 3.291  |